# Liste der Mitglieder der American Academy of Arts and Sciences/1851
Im Jahr 1851 wählte die American Academy of Arts and Sciences 10 Personen zu ihren Mitgliedern.

## Neugewählte Mitglieder
- Waldo Irving Burnett (1827–1854)
- John Huntington Crane Coffin (1815–1890)
- Charles Bricket Haddock (1796–1861)
- Thomas Sterry Hunt (1826–1892)
- William Jenks (1778–1866)
- George Perkins Marsh (1801–1882)
- John Pitkin Norton (1822–1852)
- William Augustus Norton (1810–1883)
- Nathaniel Bradstreet Shurtleff (1810–1874)
- Benjamin Silliman junior (1816–1885)